# Israël au Concours Eurovision de la chanson 2010

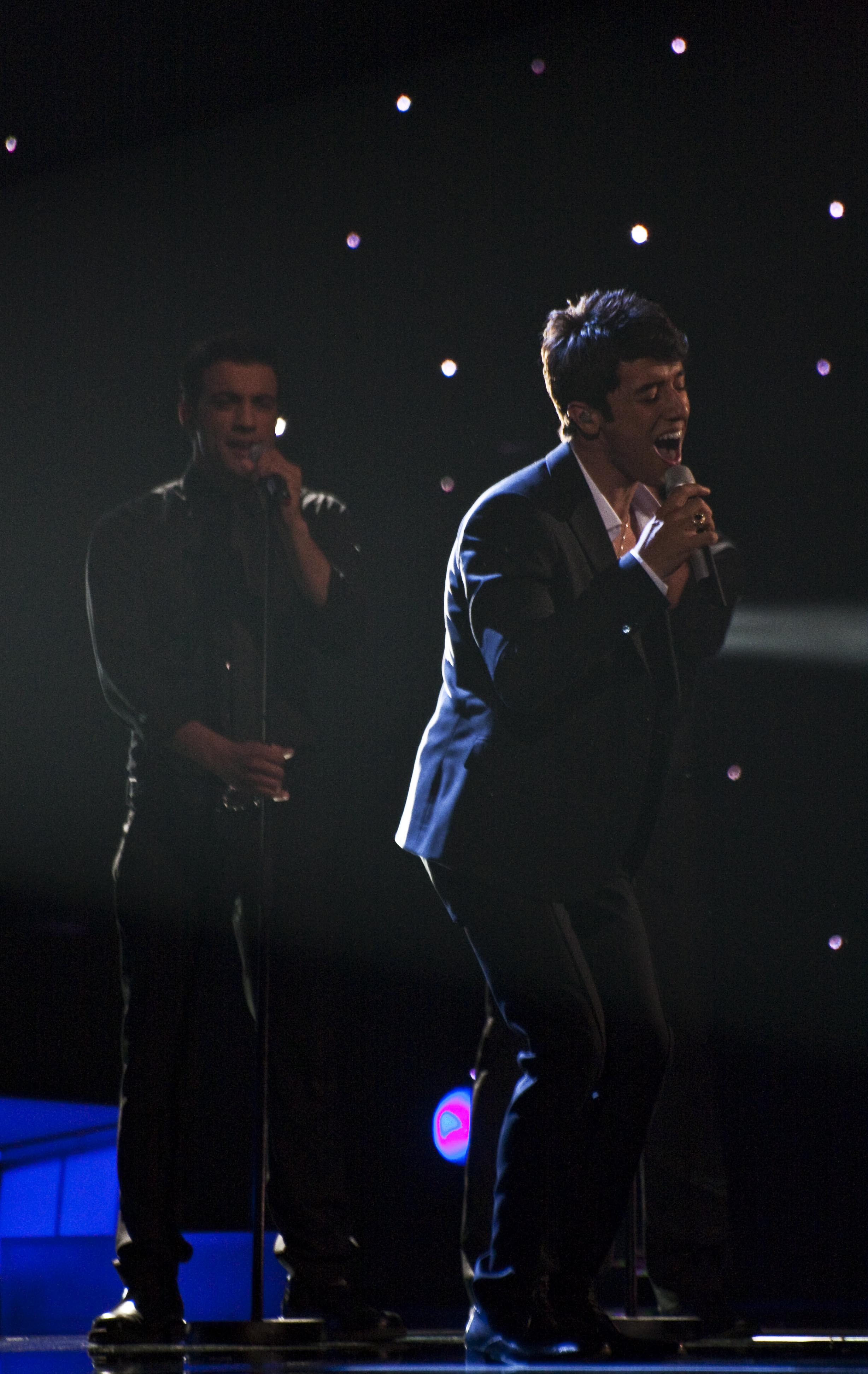
Harel Skaat chantant Millim lors des demi-finales.

Israël a participé au Concours Eurovision de la chanson 2010. Harel Skaat a été choisi en interne pour représenter le pays, avec la chanson Millim.
Lors de la finale, Israël se classe à la 14ème place.

## Classement
| Chanson       | Points | Classement |
| ------------- | ------ | ---------- |
| "Le'an?"      | 188    | 2          |
| "Millim"      | 240    | 1          |
| "Ela'yich"    | 152    | 3          |
| "Le'hitkarev" | 20     | 4          |

Lors de la demi-finale, Harel Skaat est retenu pour la finale, obtenant 71 points et se classant à la 8e place. Lors de la finale, il obtient à nouveau 71 points et se classe 14e. Sa prestation sera cependant récompensée de plusieurs prix Marcel Bezençon (Prix de la presse, prix de la meilleure performance artistique et prix de la meilleure composition).